# Indianapolis Ice
Indianapolis Ice byl profesionální americký klub ledního hokeje, který sídlil v Indianapolisu ve státě Indiana. V letech 1988–1999 působil v profesionální soutěži International Hockey League. Ice ve své poslední sezóně v IHL skončily ve čtvrtfinále play-off. Naposledy klub působil ve Central Hockey League. Své domácí zápasy odehrával v hale Market Square Arena Arena s kapacitou 15 993 diváků. Klubové barvy byly fialová a černá.
V roce 2004 se tým přejmenoval na Indiana Ice, následně se stal účastníkem United States Hockey League.
Mezi bývalé nejznámější hráče týmu patří: Dominik Hašek, Dean McAmmond, Rob Conn, Ray LeBlanc, Kip Miller, Yvan Corbin, Shawn Silver,Gus Lampos a Stephane Lauer.